# Superfície de Seifert
Em teoria dos nós, uma superfície de Seifert de um nó (ou enlace) N é uma superfície compacta, conexa e orientável cujo bordo é N.

## Exemplos
- A superfície de Seifert do nó trivial é um círculo.